# 7206 Shiki
A 7206 Shiki (ideiglenes jelöléssel 1996 QT) a Naprendszer kisbolygóövében található aszteroida. Nakamura, A. fedezte fel 1996. augusztus 18-án.